# Fritz Ostermayer

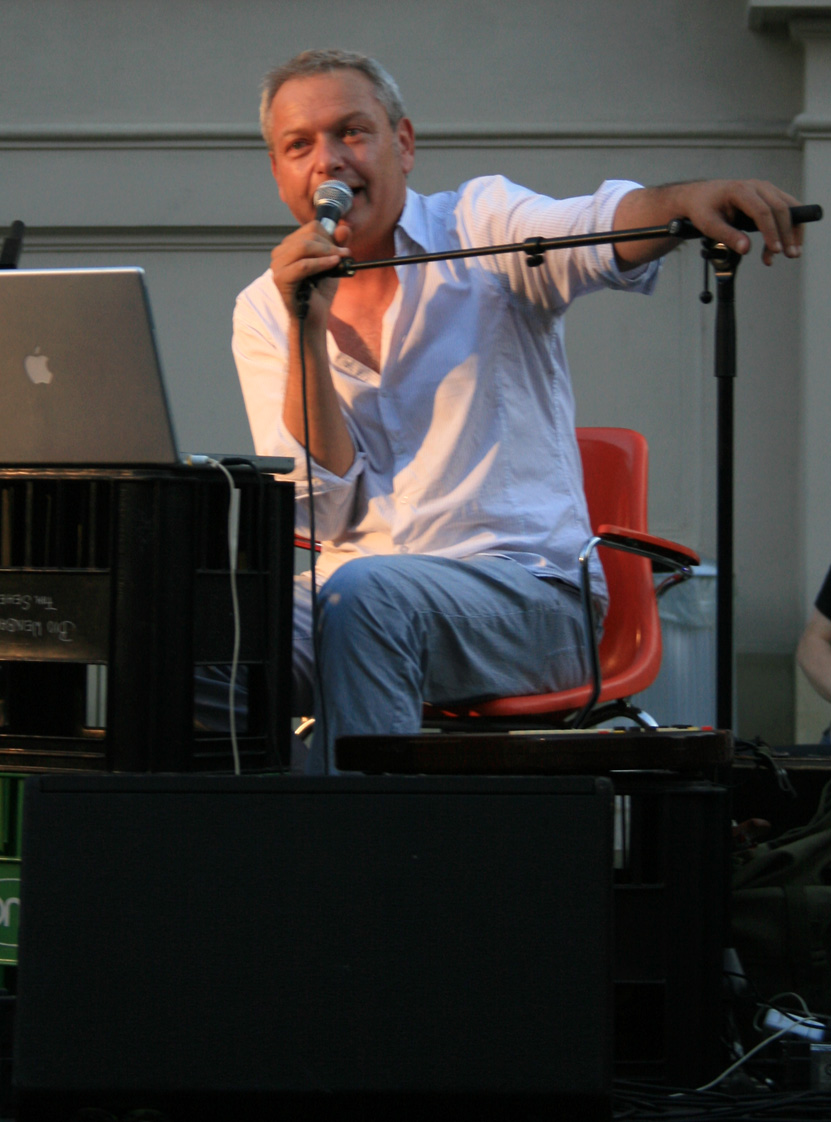
Fritz Ostermayer (Wien 2008)

Fritz Ostermayer (* 1956 in Schattendorf) ist ein österreichischer Journalist, Autor, DJ und Musiker.

## Leben und Wirken
Der in Wien lebende und wirkende Fritz Ostermayer arbeitete nach verschiedenen abgebrochenen Studien zunächst als Kulturredakteur bei der Stadtzeitung Falter und als Musikredakteur bei der Tageszeitung Der Standard. Weiters war er als freier Radiomacher für die ORF-Sendungen Die Musicbox, Diagonal und Kunstradio tätig. Nach Gründung des Radiosenders FM4 begann er dort als Sendungsgestalter zu arbeiten und ist in den Sendungen Im Sumpf, Graue Lagune und (das mittlerweile eingestellte) Doppelzimmer gemeinsam mit seinem Kollegen Thomas Edlinger zu hören. Fritz Ostermayer gilt als Förderer österreichischer Underground- und Alternativkultur und gab Musikern und Künstlern wie Christoph & Lollo und monochrom schon früh eine Bühne.
Im Sommer 2007 moderierte er einmalig mit Edlinger die ORF-Fernsehsendung Willkommen Österreich. Von Juni 2012 bis 2024 war er zudem Intendant der Wiener Schule für Dichtung, wo er dem Gründer der Institution, Christian Ide Hintze, nachfolgte, der im Februar 2012 im Alter von 58 Jahren verstorben war.

## Publikationen
- Fritz Ostermayer: Gott ist ein Tod aus der Steckdose, Edition Selene, Wien, 1994, ISBN 3-85266-014-9
- Fritz Ostermayer, Hermes Phettberg: Hermes Phettberg räumt seine Wohnung zamm, Edition Selene, Wien, 1995, ISBN 3-85266-019-X
- Fritz Ostermayer, Thomas Edlinger: Die Sumpfprotokolle, Edition Selene, Wien, 1998, ISBN 3-85266-061-0
- Fritz Ostermayer, Thomas Edlinger: Die Gutmenschenprotokolle, Edition Selene, Wien, 2000, ISBN 3-85266-152-8
- Fritz Ostermayer, Thomas Edlinger, Johannes Grenzfurthner: Wer erschoss Immanenz? Zur Dynamik von Aneignung und Intervention bei Georg Paul Thomann, Edition Selene, Wien 2002, ISBN 3-85266-183-8
- Fritz Ostermayer, Thomas Edlinger: Die Traumprotokolle der Sumpfisten

## Musikalisches Schaffen
Zusammenarbeit mit:
- Christa Tekirdaly (als Duo „Oder Haha“)
- Musikkreis MS20
- Die Nuts
- Der Scheitel
- Viele bunte Autos
- Passepartout
- Sir Tralala
- Otomo Yoshihide
- Christof Kurzmann
- Ramon Bauer & Gerhard Potuznik
- Stermann & Grissemann
- David Pfister, Christian Fuchs und Robert Zikmund (als Neigungsgruppe Sex, Gewalt & Gute Laune)

Fritz Ostermayer produzierte Remixes für:
- Tigric
- Fetish 69
- monochrom
- Hommage

Fritz Ostermayer kompilierte drei CDs:
- „Dead & Gone #1: Trauermärsche - Funeral Marches“ (veröffentlicht von Trikont)
- „Dead & Gone #2: Totenlieder - Songs Of Death “ (veröffentlicht von Trikont)
- „Im Sumpf - Musik, Zu Gut Für Diese Welt (Vol.2)“ (veröffentlicht von Trikont)

Sein Debüt-Soloalbum „Kitsch Concrète“ erschien 2004 bei Mego.

## Filmmusik
- 2000: Ternitz, Tennessee
- 2001: Normale Zeiten
- 2022: Rimini
- 2022: Sparta

## Auszeichnungen
- Romyverleihung 2022 – Auszeichnung für die beste Musik für Rimini[1]
- Goldenes Verdienstzeichen des Landes Wien[2]